# Kornephoros
Kornephoros eller Beta Herculis (β Herculis, förkortat Beta Her, β Her) som är stjärnans Bayerbeteckning, är belägen i den sydvästra delen av stjärnbilden Herkules och är den ljusaste stjärnan i konstellationen. Den har en skenbar magnitud på 3,35 och är synlig för blotta ögat. Den är en misstänkt variabel stjärna med en skenbar magnitud som kan stiga så högt som 2,76. Baserat på parallaxmätningar beräknas den befinna sig på ett avstånd av 139 ljusår (43 parsek) från solen.
Även om Kornephoros sedd för blotta ögat förfaller att vara en enda stjärna, upptäckte den amerikanske astronomen William Wallace Campbell i juli 1899, genom spektroskopiska mätningar, att dess radialhastighet varierar och drog slutsatsen att den har en följeslagare.

## Nomenklatur
Stjärnans traditionella namn, Kornephoros, är ett grekiskt ord som betyder "klubbärare" och, Rutilicus, en förvrängning av det latinska titillicus, vilket betyder "armhålan". År 2016 organiserade Internationella astronomiska unionen en arbetsgrupp för stjärnnamn (WGSN) med uppgift att katalogisera och standardisera riktiga namn för stjärnor. WGSN fastställde namnet Kornephoros för den här stjärnan den 21 augusti 2016 och det ingår nu i IAU:s Catalog of Star Names.
Kornephoros var medlem av den arabiska asterismen al-Nasaq al-Shāmī, "Norra linjen" av al-Nasaqān, "De två linjerna", tillsammans med Gamma Herculis, Gamma Serpentis och Beta Serpentis. Även enligt en NASA- katalog från 1971 var al-Nasaq al-Sha'āmī eller Nasak Shamiya namnet för tre andra stjärnor: Beta Serpentis som Nasak Shamiya I, Gamma Serpentis som Nasak Shamiya II och Gamma Herculis som Nasak Shamiya III.

## Egenskaper
Vid Palomarobservatoriet använde år 1977 Antoine Labeyrie och andra speckelinterferometri med Haleteleskopet för att upplösa dubbelstjärnan. Hipparcossatelliten observerade primärstjärnans omloppsrörelse i förhållande till andra stjärnor, och ett omlopp beräknades 2005 med hjälp av spektroskopiska data tillsammans med dessa mätningar. Systemets period är cirka 410 dygn. Det har en hög orbital excentricitet på 0,55 och banans plan lutar 53,8° i förhållande till siktlinjen från jorden.
Den primära stjärnan är av spektralklass G7 IIIa, vilket anger att den är en jättestjärna som har uttömt sitt förråd av väte i kärnan och utvecklats bort från huvudserien. Den har en massa som är nästan tre gånger solens massa och har expanderat till 17 gånger solens radie. Den effektiva temperaturen hos stjärnans yttre skikt är ca 4 887 K, vilket ger den gula färg som är karakteristisk för en stjärna av typ G. Den sekundära stjärnan har en massa motsvarande ca 90% av solens.